# Castellnovo
Castellnovo là một đô thị trong tỉnh Castellón, Cộng đồng Valencia, Tây Ban Nha. Đô thị Castellnovo có diện tích 19,2 km², dân số theo điều tra năm 2010 của Viện thống kê quốc gia Tây Ban Nha là 1071 người. Đô thị Castellnovo nằm ở khu vực có độ cao 347 mét trên mực nước biển.